# Chiesa di San Giacomo e San Vincenzo (Gromo)
La chiesa di San Giacomo apostolo e San Vincenzo levita è il principale luogo di culto cattolico di Gromo, in provincia e diocesi di Bergamo; fa parte del vicariato di Ardesio-Gromo.
L'edifcio è situato in località Bettuno Basso, dove era l'antico percorso viario che collegava la zona alle frazioni di Boario e della Ripa. Vi si può accedere attraverso un viale pavimentato in ciottolato di fiume.

## Storia
Una pergamena conservata presso l'archivio della Curia Vescovile di Bergamo attesta l'esistenza della chiesa di Gromo già nel 1184, il documento nomina l'investitura da parte del vescovo Guala, sotto forma di eredità, al chierico Marinono e successivamente al presbitero Alberto della chiesa dei santi Giacomo e Vincenzo di Betuno sopra il Golio. La chiesa nel documento è collocata presso la valle de Ardese e precisamente in quella del Goglio, per l'investitura di terreni in Valgoglio al prezzo di 25 soldi imperiali. Segue un documento datato 1217 per arrivare a quello del 10 luglio 1297 dove per l'elezione dell'arciprete di Clusone, viene citato Albertus de Parre clericus Santi Iacobi de Gromo.
Documentata nel 1238 un'"assemblea dei vicini" nei giardini della chiesa citata come: ecclesie sanctorum Iacobi et Vincenci de Butuno vicinancie Gromi, per la formazione del primo Statuto, a testimonianza dell'autonomia concessa dal vescovo Guala, e dalla Pace di Costanza tra Federico I e i comuni. L'assemblea era composta da sedici rappresentanti compresi quattro notai, che stilarono e consegnarono al podestà Nantelmo de Crema e ai quattro consoli il primo documento della comunità.
L'elenco della nota ecclesiarum Civitatis et Episcopatus Bergomi voluto da Bernabò Visconti per conoscere le taglie e le decime imposte al clero e alle chiese da papa Innocenzo VI, ma che i Visconti stessi volevano, essendo Barnabò contro il papa desideroso di incassare il frodo per usarlo contro Roma, indica la chiesa facente parte della pieve di Clusone.
Bisogna poi andare fino al 1392 per ritrovare menzionata la Ecclesiam S. Jacobi et Vincentii de Gromo seu de Butuno nell'atto di descrizione dei confini di Gromo conservato presso la Biblioteca apostolica vaticana. Nel 1443 si staccarono le chiese dei paese vicini, Gromo San Marino e Gandellino con atto del notaio Salvetti Gio Francesco, successivamente quelle di Novazza, Valgoglio e Boario. Rimase compresa nella pieve di Clusone fino al 1568. 
La chiesa risulta fosse consacrata nel 1453 dal vescovo Giovanni Barozzi, come riportato dal registro dei censuali redatto da Vittore Soranzo.
Atti notarili e visite pastorali che si susseguirono, raccontano come la chiesa si sia modificata e ampliata nel tempo. Dettagliata è la descrizione nei verbali della Visita pastorale del 30 settembre 1575 compiuta dal convisitatore di san Carlo Borromeo, il teologo Giovanni Andrea Pionio.

## Descrizione

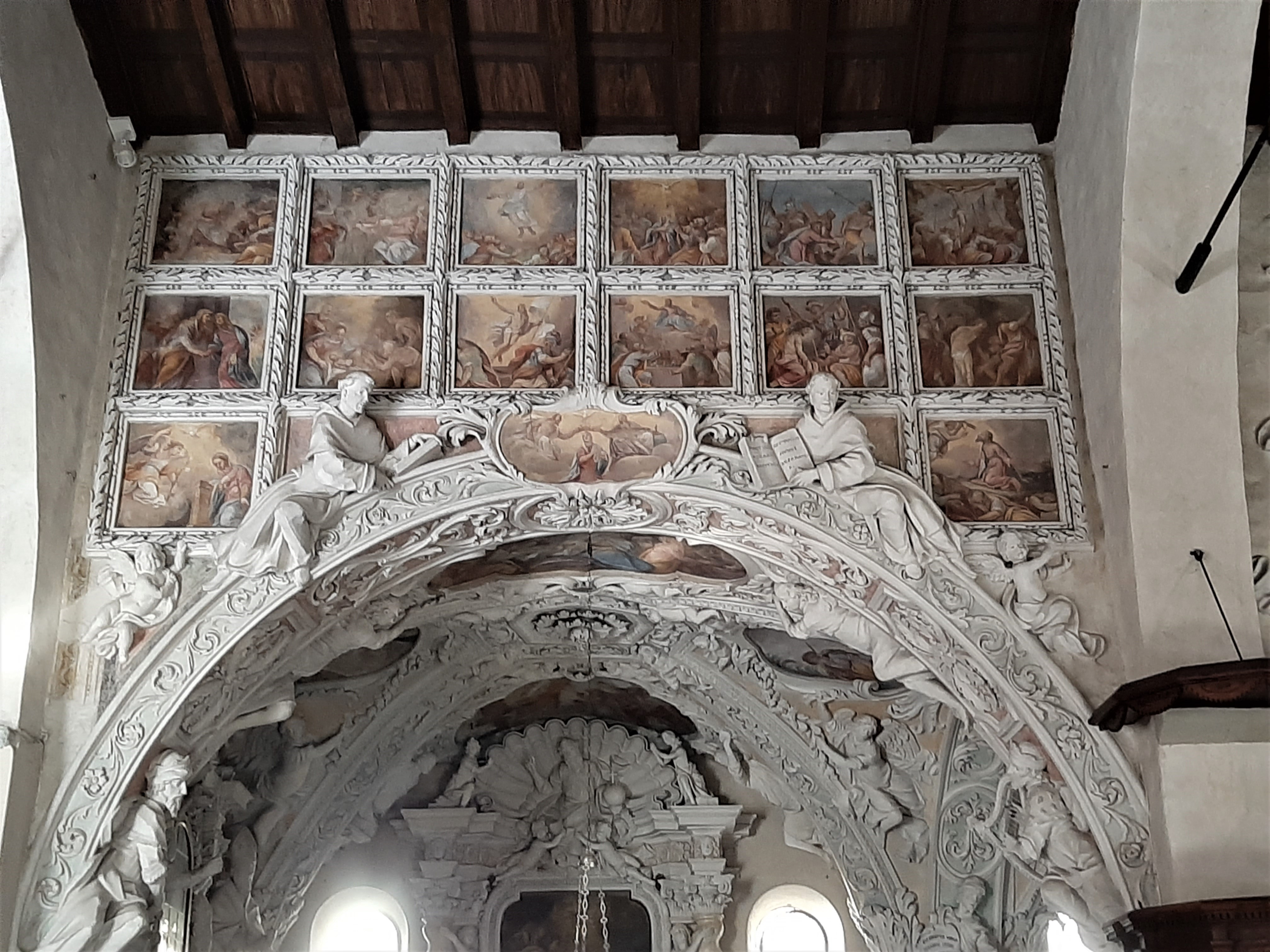
Santo rosario - stucchi del Seicento

La chiesa si trova in posizione lontana dal centro della località, ma che anticamente era il punto d'incontro con le frazioni e le località più vicine diventando il baricentro del territorio.
 
L'edificio si presenta composto da più volumi che sono, oltre alla chiesa e alla parte presbiteriale, le diverse aule ospitanti le tante confraternite, che aumentavano, con l'incremento demografico, modificando non solo l'esterno con nuove cubature ma anche l'interno con nuovi altari intitolati ai santi delle relative congregazioni. Nella relazione del 1666 da Giovanni Giacomo Marenzi risulta che vi fossero molte congregazioni e confraternite del Suffragio, del Rosario, del Santissimo Sacramento, dei disciplini battuti che si legavano alla chiesa di Santa Maria Maddalena di Bergamo, la scuola della Dottrina cristiana e quella della Beata Vergine. Vi era inoltre entro la circoscrizione parrocchiale un istituto della Misericordia.

## Esterno
La chiesa conserva la struttura originaria romanica nella facciata a sud con le monofore con contorno a sguincio di conci di pietra sagomati sulla parete a sud. Del Quattrocento sono gli affreschi trovati sulla parete del porticato che presenta parte di una crocifissione con l'immagine della Madonna. Il porticato con cinque aperture ad arco sorrette da colonne in pietra poggianti su di un muro in sassi, è di epoche diverse. La prima e la quinta colonna sono sicuramente le più antiche poi adattate.
La chiesa è priva di una vera e propria facciata, i quattro accessi all'aula sono tutti laterali.
L'ingresso principale è posto sulla facciata rivolta a mezzogiorno, questo perché la struttura della chiesa ha subito nel tempo notevoli rifacimento. L'abside è rivolta a oriente, e oltre i due ingressi a sud, altri due sono posti sul lato nord.
L'accesso principale, rivolto a mezzogiorno, è dotato di un portale cinquecentesco in marmo di Ardesio, con stipiti a forma di pilastri sopra i quali si poggia l'architrave monolitica con al centro il Trigramma di san Bernardino. Per periodo e per stile architettonico, il manufatto propone in alcune parti lavori di Mauro Codussi, in particolare i portali del palazzo dell'Arciprete di Bergamo, e riprende il portale della chiesa di Sedrina, opera sempre del Codussi. L'apertura è seguita da una scala a scendere di otto gradini che conduce all'interno della chiesa.

### Interno
L'interno è suddiviso in tre navate, di cui quella centrale più alta e coperta dal tetto di legno a due spioventi, suddivisa da tre grandi archi a sesto acuto in muratura, che la dividono in quattro campate. Le navate laterali, più basse, sono coperte da volte incrociate ricche di stucchi secenteschi. Ogni navata è ulteriormente suddivisa in quattro campate. Le campate a sud poggiano su due grosse colonne del XIV secolo, mentre a nord vi è solo una colonna centrale.

#### Navata a sud
L'ingresso principale è posto nella navata rivolta a sud con la gradinata che conduce all'interno della chiesa.
Lungo la navata si trova la Pala di Ognissanti, opera di Antonio Marinoni datata 1527 circa La pala era sull'altare ligneo rimosso durante la restaurazione novecentesca. 

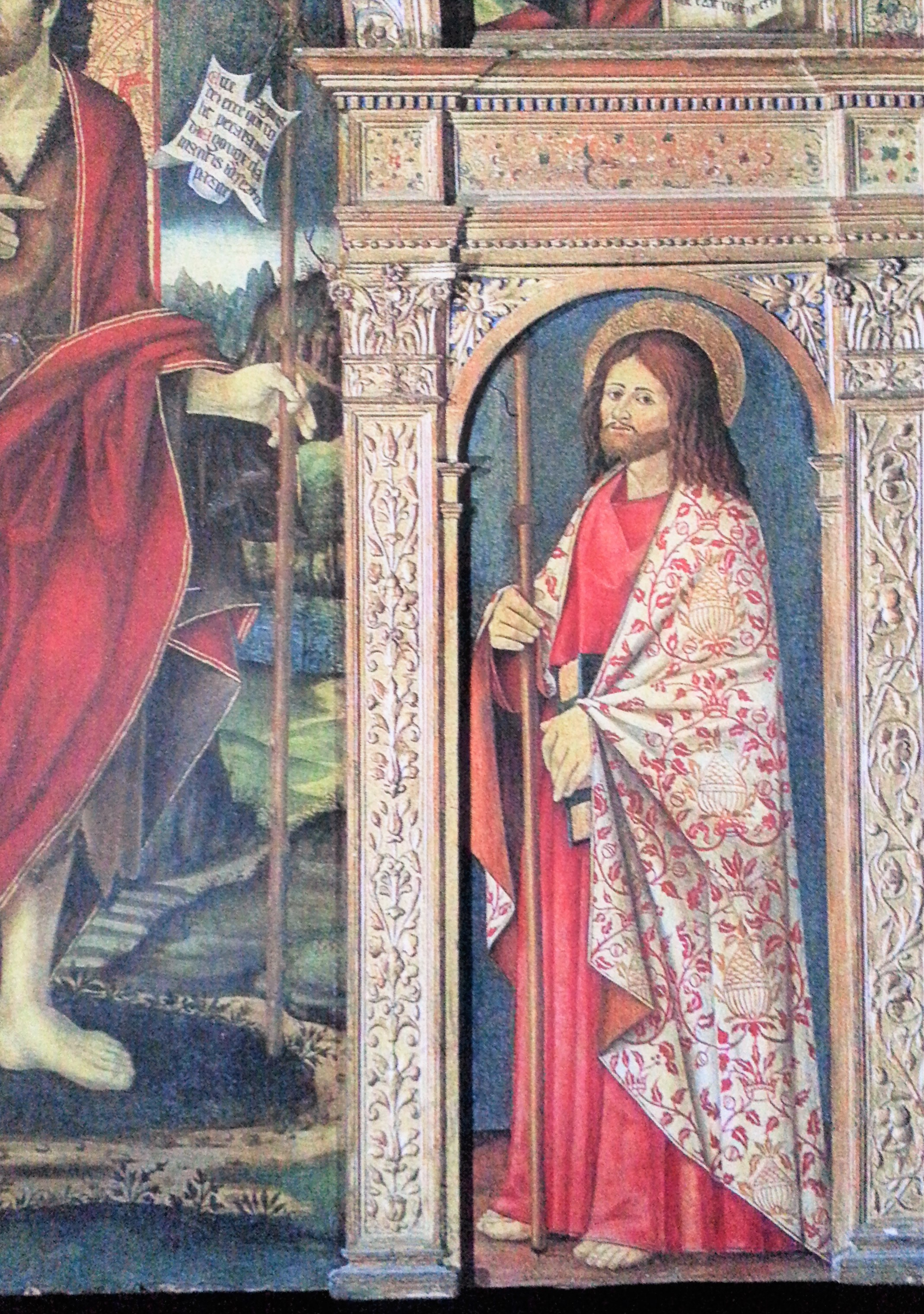
Polittico di San Giovanni Battista-particolare

Vi sono alcune statue fra questa quella del santo patrono, san Giacomo, realizzata negli anni '60 del Novecento da Angelo Gritti.

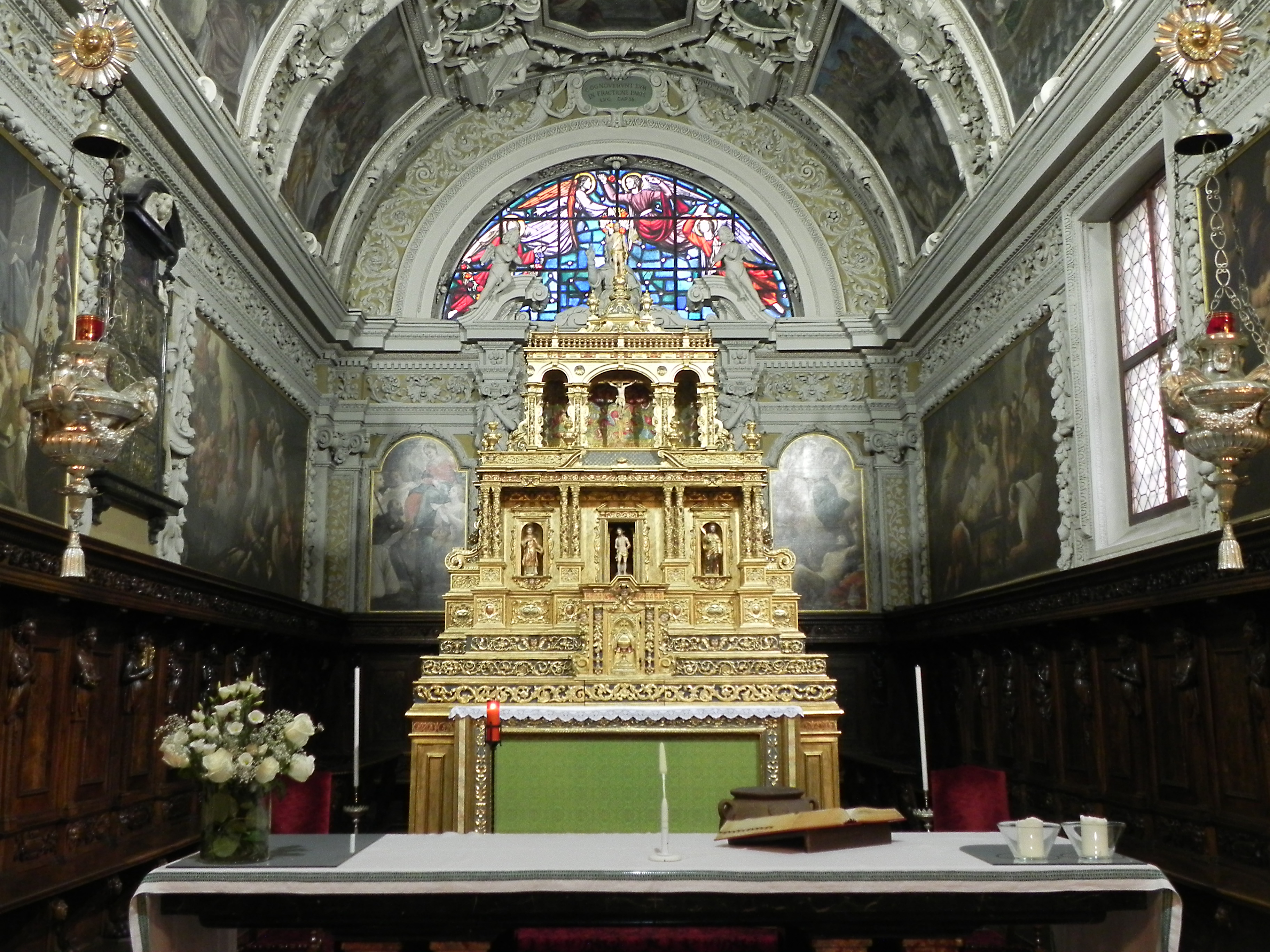
Altare maggiore

Le diverse congregazioni religiose presenti, hanno costruito e ampliato nel tempo gli altari e le cappelle presenti nella chiesa:

##### Altare del Crocifisso ex Santa Maria Maddalena o dei Disciplini
Consacrato nel 1520 dall'arcivescovo Gabriele Castelli alla Beata Maria Maddalena venne fatto costruire dalla congregazione dei disciplini, cambiò poi la sua denominazione prendendo il nome dalla pala che lo adorna di ignoto autore raffigurante il Crocifisso con ai lati le Marie Dolenti e san Giovanni, nella parte inferiore due disciplini in preghiera. L'altare ottenne i benefici del lascito della chiesa di San Rocco distrutta nella frana del 1º novembre 1666. Il dipinto pur non essendo di alto valore artistico è particolarmente preciso nella raffigurazione dei due disciplini posti nella parte inferiore della tela. I restauri del 1991 riportarono il colore originale dell'opera. Nel medesimo tempo fu ristrutturata anche l'ancora lignea dorata che ospita la tela.
In una nicchia sotto la pala, si trova la statua lignea di Cristo morto Grazioso Fantoni che viene portata in processione la sera del Venerdì santo per le strade del paese. Risulta presente la nota negli archivi della fondazione Fantoni con la data del 1º Maggio 1571 con la descrizione Un Cristo deposto nel sepolcro, questo è andato perduto. La bottega fantoniana aveva nel 1699 realizzato la Madonna del Rosario per la confraternita dei morti.

#### Navata a nord
Sul lato a nord, sopra l'ingresso detto degli uomini vi è il polittico di autore ignoto opera del 1530-50 proveniente dalla piccola chiesa della Crocetta nel 1883, la tela centrale raffigurante la pietà è opera del XVII secolo, di valore è la cornice in barocco alpino, con la rappresentazione di Dio padre sulla parte superiore centrale così come era consentito prima del Concilio di Trento, in alto a destra santa Lucia, e sinistra santa Caterina, mentre sul piano inferiore san Giacomo e san Vincenzo.

##### Altare del Rosario
L'altare si trova sul lato a nord della chiesa, in legno dorato, aveva ai lati due statuette raffiguranti l'Annunciazione rubate negli anni '90. La pala raffigurante sempre il tema dell'Annunciazione è ornata da fregi in stucco raffiguranti angeli e Dio che sorregge il mondo. Gli stucchi posti sull'arcata si collegano all'altare, tra questi vi è rappresentato Re David che suona la cetra e i profeti Geremia, Isaia e Ezechiele, mentre i medaglioni rappresentano la Nascita della Vergine, L'annunciazione, e una Madonna col Bambino. Sul lato a fianco vi sono le statue dei santi Ambrogio raffigurato con il flagello, e Agostino, dottori della chiesa e una nicchia che ospita la statua della Madonna Immacolata.
Sulla controfacciata della navata due santi domenicani sorreggono il grande stucco, dove sono dipinti a fresco i 15 misteri del rosario.

##### Altare del Suffragio
La seconda campata a nord presenta l'altare di fine Seicento in marmo nero e stucco, con il tema del memento mori è tutto una raffigurazione della morte con teschi e tibie incrociate, anime purganti tra le fiamme e teschi alati sul paliotto, opera dei maestri comacini. Due elegantissime colonne a tortiglione in stucco nero con angeli a cariatide incorniciano la pala raffigurante la Madonna con Gesù e i santi Giovanni evangelista e Giovanni Battista. Il paliotto è diviso in tre parti da cariatidi a forma di angeli.
L'ingresso in stucchi raffiguranti un papa e vescovi con anime purganti nelle fiamme ricorda a tutti che l'essere peccatore ha la sua conseguenza. Mentre i dipinti a fresco rappresentano scene della vita di san Giovanni a richiamo del polittico posto sul lato a est. Gli stucchi laterali rappresentano san Gregorio magno con la colomba dello Spirito Santo sulla spalla, e san Girolamo negli abiti cardinalizi, a completare i quattro dottori della Chiesa.
Sulla controfacciata vi il dipinto a fresco rappresentante la Trinità che accoglie le anime sante del purgatorio.
Di probabile opera dei Marinoni è il polittico posto sulla navata di destra intitolato a  Giovanni Battista raffigurato nella sezione inferiore tra i santi Giacomo e Martino, mentre sulla sezione superiore vi sono i santi Sebastiano e Giovanni Evangelista. L'intaglio della cornice, forse lavoro di Donato Prestinari data l'affinità con la cornice del Polittico della Pentecoste del Bergognone e di quello della chiesa di Santa Maria Assunta di Valgoglio e con i pilastrini del coro della basilica di Santa Maria Maggiore di Bergamo eseguite sempre dal medesimo intagliatore. Il polittico era posto sull'altare dedicato a san Giovanni Battista di cui resta documento del 1422 edificato con beneficio di Salvino Buccelleni.

### Fonte battesimale
Nella prima campata a nord si trova la cappella del fonte battesimale con al centro il fonte in pietra datato 1511, con tempietto in legno di copertura a coronamento ottagonale e con cappa lavorata a baccelli incavati dotata di fondelli in pietra scolpita. Sui muri laterali affreschi raffiguranti la Madonna in trono col Bambino tra i santi Giacomo e Vincenzo, datati XVI secolo. Una barriera in ferro con elementi in bronzo di fattura ottocentesca chiude la cappella. Sopra l'arcata è dipinta in una cornice di stucco il battesimo di Gesù 

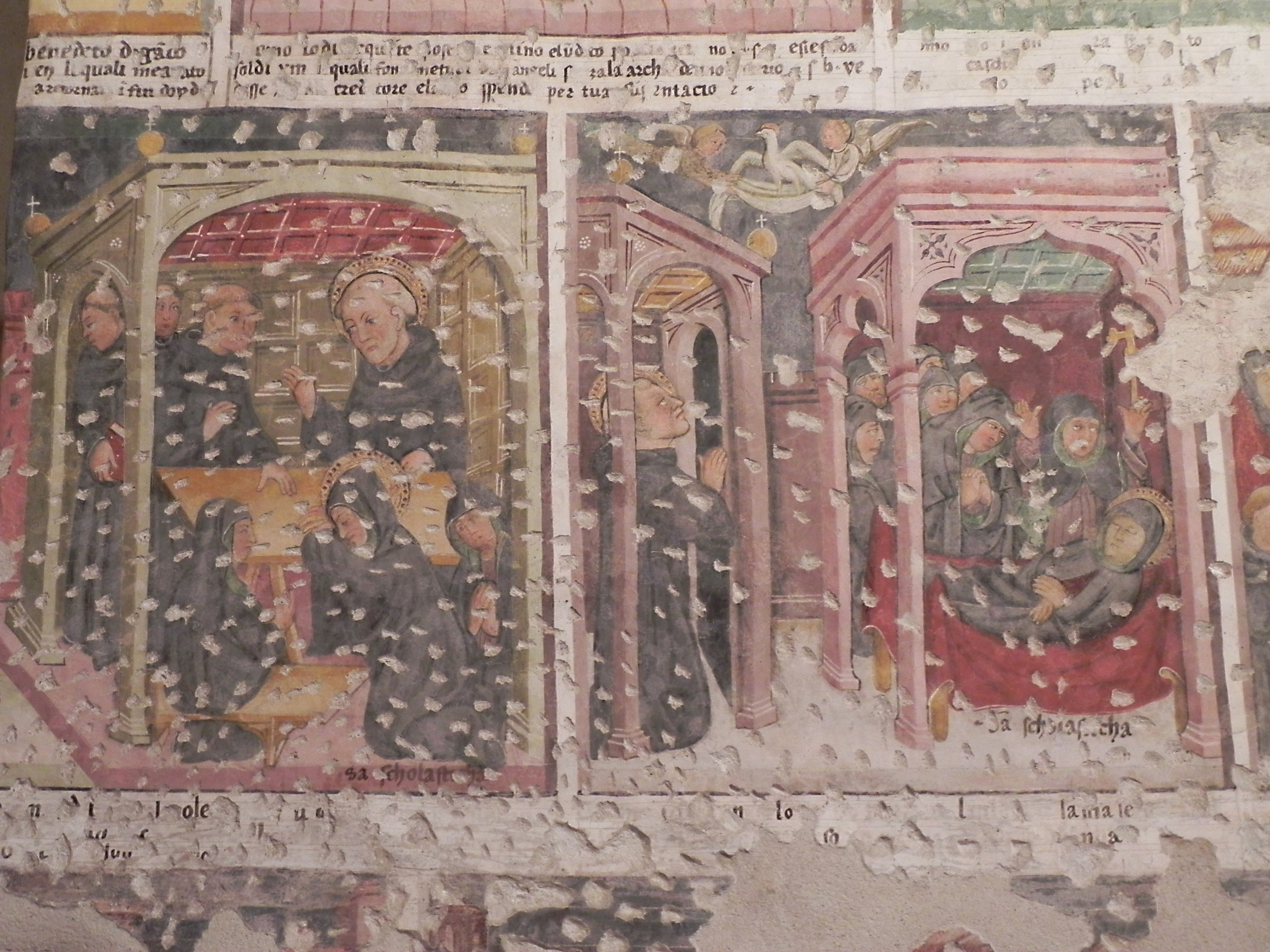
Cappella di San Benedetto

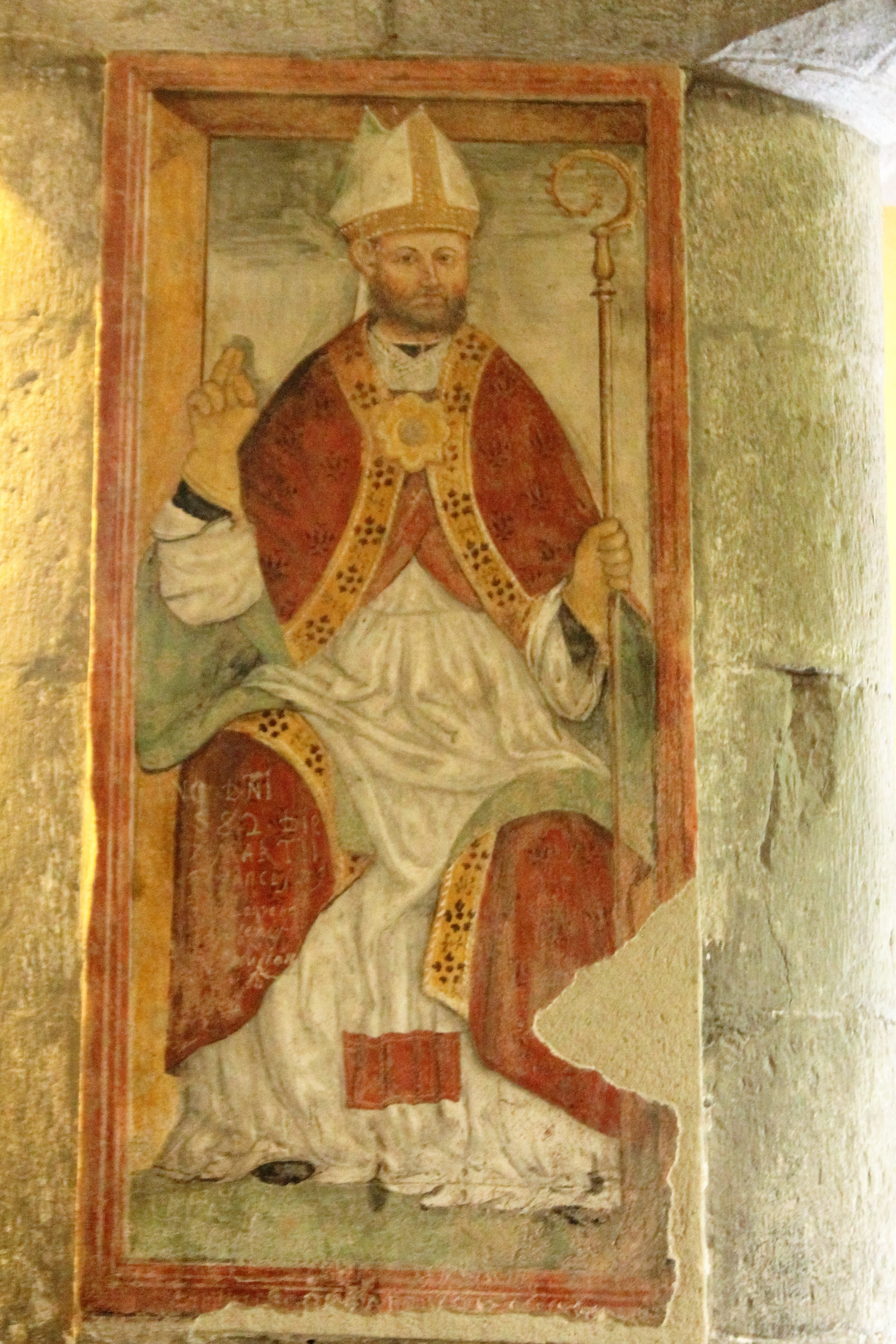
Affresco di San Gottardo - Chiesa di San Giacomo e San Vincenzo - Gromo

L'aula ospita sopra l'ingresso laterale nord in prossimità dell'arco trionfale, il polittico detto Della Crocetta composto da cinque comparti di cui quattro su tavola raffiguranti: san Giacomo e Vincenzo nella parte inferiore e sante Caterina d'Alessandria e Lucia in quello superiore. Questa parte riconducibile al XVI secolo è di scuola marinoniana e proviene dalla piccola chiesa di Santa Maria Addolorata, conosciuta proprio come chiesa della Crocetta. Centralmente ospita la raffigurazione della Pietà con Maria che tiene il Figlio morto tra le braccia ed è opera del secolo successivo di autore ignoto. L'opera è stata oggetto di restauro nel 1989 ad opera della dottoressa Emanuela Daffra.

#### Altare maggiore e presbiterio
Il presbiterio, sul lato a est, è a pianta rettangolare molto allungata con una grande finestra semicircolare in vetro istoriato sulla parete di fondo, e una a forma rettangolare, sulla parete a sud che concedono grande luminosità.
Due gradini di marmo collegano l'aula al presbiterio che è a pianta rettangolare e leggermente più stretto rispetto alla navata centrale ed è rivolto a est. Al centro vi è l'altare maggiore in legno scolpito e dorato a forma di tempio, che si sviluppa su tre ordini, culminante con la statua del Redentore; sul retro è visibile la data di costruzione 1645, opera da considerarsi di un artista bresciano e non di scuola fantoniana.
Sui tre lati intorno si trova il coro in noce scolpito formato da diciassette stalli del XVII secolo separati tra loro da 34 lesene con cariatidi di busti di angeli, su uno di questi l'autore ha impresso il proprio ritratto.
Al di sopra, in cornici di stucco, si trovano le sei tele di Antonio Cifrondi raffiguranti il martirio dei santi Giacomo e Vincenzo, e i santi in gloria con la raffigurazione della Madonna del Pilar a testimonianza della presenza sul territorio del paese di manovalanza spagnola. Le sei tele sono riconducibili agli anni giovanili dell'artista, e sicuramente erano terminate nel 1692. mentre la pala centrale raffigurante la Madonna col Bambino e santi è presumibilmente opera del bergamasco Alessandro Oliverio.

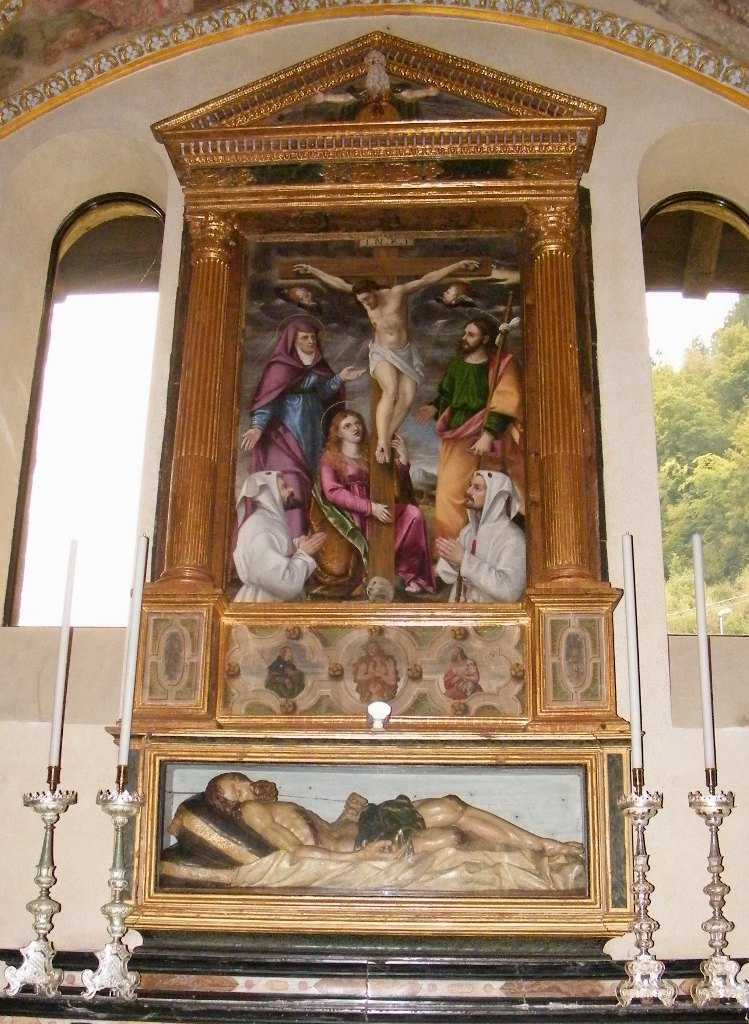
Altare dei disciplini (Foto Luca Giarelli)

La volta ospita affreschi raffiguranti scene di vita dei due santi. Particolarmente interessante è l'immagine raffigurante il miracolo dei galli di Santo Domingo de la Calzada dove l'artista anonimo, raffigura i galli svolazzanti intorno alla tavola. Un ulteriore affresco rappresenta un Santiago Matamoros, e una raffigurazione di san Vincenzo il cui corpo senza vita è protetto da un corvo, come racconta la leggenda, lasciato a guardia e a difesa dalle iene.

Nel 1968, in ottemperanza alle direttive dettate dal Concilio Vaticano II fu disposto l'adeguamento liturgico con la collocazione dell'altare comunitario con la rimozione della balaustra il cui marmo fu poi servito alla costruzione della nuova mensa.
A lato del presbiterio è collocato il crocifisso di grandi dimensioni probabile opera della bottega di Pietro Bussolo del tardo XV secolo.

#### Cappella di San Benedetto
All'esterno della chiesa, sulla facciata a ovest, al termine del porticato, si trova la cappella di San Benedetto, voluta nel 1454 dal 
vescovo di Crisopoli (poi Scutari) Giovanni Buccelleni, nativo di Gromo, vicario generale della diocesi di Bergamo e priore dell'Abbazia di Pontida e suffraganeo con l'autorizzazione del vescovo Giovanni Barozzi che aveva nel 1453 consacrato la chiesa. Gli affreschi rappresentano la vita di san Benedetto e santa Scolastica, sua sorella. Sorgeva all'interno dell'antico cimitero che circondava la chiesa. Subì nel tempo diversi restauri, nel 1728 gli affreschi vennero intonacati, tornando alla luce solo nel restauro del 2010. La botola che è sul pavimento, apre a uno spazio contenente le spoglie di Francesco Buccelleni oriundo di Gromo, l'epigrafe posta sul coperchio lo descrive come vescovo di Loreto morto nel 1582. Anche il porticato presenta i segni dei diversi restauri e cambiamenti, la prima e l'ultima colonna sono quelle più antiche, mentre quelle centrali sono sicuramente di epoche più moderne.
A fianco della cappella si trova il museo di arte sacra che espone pitture e arredi sacri patrimonio della parrocchia.

#### Organo e cantoria
Sulla parete di fronte al presbiterio, sul lato ovest della chiesa, si trova l'organo; viene citato per la prima volta in un documento del 1659, successivamente un documento del 1864 lo collocava nel lato di sinistra della navata di fronte all'abside, sopra l'entrata rivolta a nord. Venne spostato durante i restauri del 1882 sulla parete di fondo ampliandolo nel 1885 a opera dell'organaro Egidio Sgritta (1830-1901).
La cantoria lignea opera di Erasmo Tagliaferri di Gromo, poggia su quattro colonne con capitelli romanici.
Si susseguono diversi ampliamenti e restauri, fino a quello del 2003 eseguito dalla ditta Pietro Corna di Casnigo, quando vengono ritrovate 289 canne del primo organo datate 1634, esattamente come risultante dagli archivi parrocchiale, dove sono registrati anche l'elenco degli organisti che vi hanno suonato, con relativo stipendio, tra questi Antonio Gonzales che insegnando a Bergamo, ebbe tra i suoi alunni Gaetano Donizetti.
Sotto la cantoria vi sono le due tele: Sant'Antonio di Padova col Bambino opera di Carlo Francesco Nuvolone e San Luigi di Saverio Dalla Rosa.

#### Sagrestia
La sagrestia, molto ambia, presenta una serie di armadi lignei sulla cui parte interna sono presenti affreschi raffiguranti la passione di Cristo. 

Gli affreschi hanno differenti datazioni, e furono poi nascosti da armadi settecenteschi. Il soffitto conserva il grande affrescato raffigurante l'Ultima Cena opera di Giovanni Brighenti. Negli armadi viene conservato un piviale in velluto granato liscio con ricami riportante le figure dei santi ricamati in filo d'oro e seta che per tradizione popolare sarebbe stato donato da Federico Barbarossa, ma realizzato nel 1440. Vi sono inoltre altri arredi risalenti al XVI e XVII secolo sempre con ricamo fatti con filati preziosi.